# 長崎市立立神小学校
長崎市立立神小学校（ながさきしりつ たてがみしょうがっこう, Nagasaki City Tategami Elementary School）は、かつて長崎県長崎市西立神町にあった公立小学校。
2001年（平成13年）に、長崎市立小榊小学校に統合され、閉校した。

## 概要
歴史
1902年（明治39年）に開校した「飽浦尋常小学校立神分教場」を前身とする。
めざす子供像
「考える子ども、助け合える子ども、たくましい子ども、思いやりのある子ども」
校章
長崎港の象徴である鶴が羽を広げた絵に、校名の「立」の文字を置いている。
校歌
1928年（昭和3年）に制定。作詞は亀谷敬三、作曲は井上将英による。2番まであり、どちらにも校名の「立神」が登場する。

## 沿革
- 1906年（明治39年）10月 - 「飽浦尋常小学校立神分教場」が開校。
- 1908年（明治41年）4月 - 「立神尋常小学校」として独立。
- 1914年（大正3年）4月 - 同窓会を結成。校旗を制定。
- 1923年（大正12年）4月 - 高等科を併置し、「立神尋常高等小学校」に改称。
- 1924年（大正13年）4月 - 立神工業専修学校（後に立神商工業専修学校）を併置。
- 1928年（昭和3年）
  - 4月 - 立神商工業専修学校に女子部を新設。
  - 10月 - 校歌を制定。
- 1932年（昭和7年）3月 - 立神商工業専修学校を廃止。
- 1941年（昭和16年）4月 - 国民学校令により、「長崎市立神国民学校」に改称。
- 1945年（昭和20年）
  - 7月 - 増加する空襲に対し、児童の安全確保のために分散授業を実施。
  - 8月9日 - 長崎市への原子爆弾投下により、爆風で校舎の窓・屋根が破損。
- 1947年（昭和22年）
  - 4月 - 学制改革により、「長崎市立立神小学校」（最終名）となる。
  - 5月 - 長崎市立木鉢中学校開設のため、5教室を貸与。
- 1948年（昭和23年）10月 - 木鉢中学校が西泊中学校に改称。
- 1949年（昭和24年）
  - 3月 - 西泊中学校の新校舎が完成し、立神小学校校舎から移転を開始。
  - 5月 - 昭和天皇が来校。
- 1956年（昭和31年）11月 - 創立50周年記念式典を挙行。
- 1960年（昭和35年）- 新校舎が完成。
- 1968年（昭和43年）5月 - 特殊学級を設置。
- 1974年（昭和49年）6月 - 屋内運動場が完成。
- 2001年（平成13年）
  - 3月10日 - 閉校記念式典を挙行。
  - 3月31日 - 閉校。95年の歴史に幕を閉じる。

## 同名の小学校
- 志摩市立立神小学校 （三重県 志摩市）
- 枕崎市立立神小学校 （鹿児島県 枕崎市）

## 関連事項
- 長崎県小学校の廃校一覧